# Ameisenlöwe

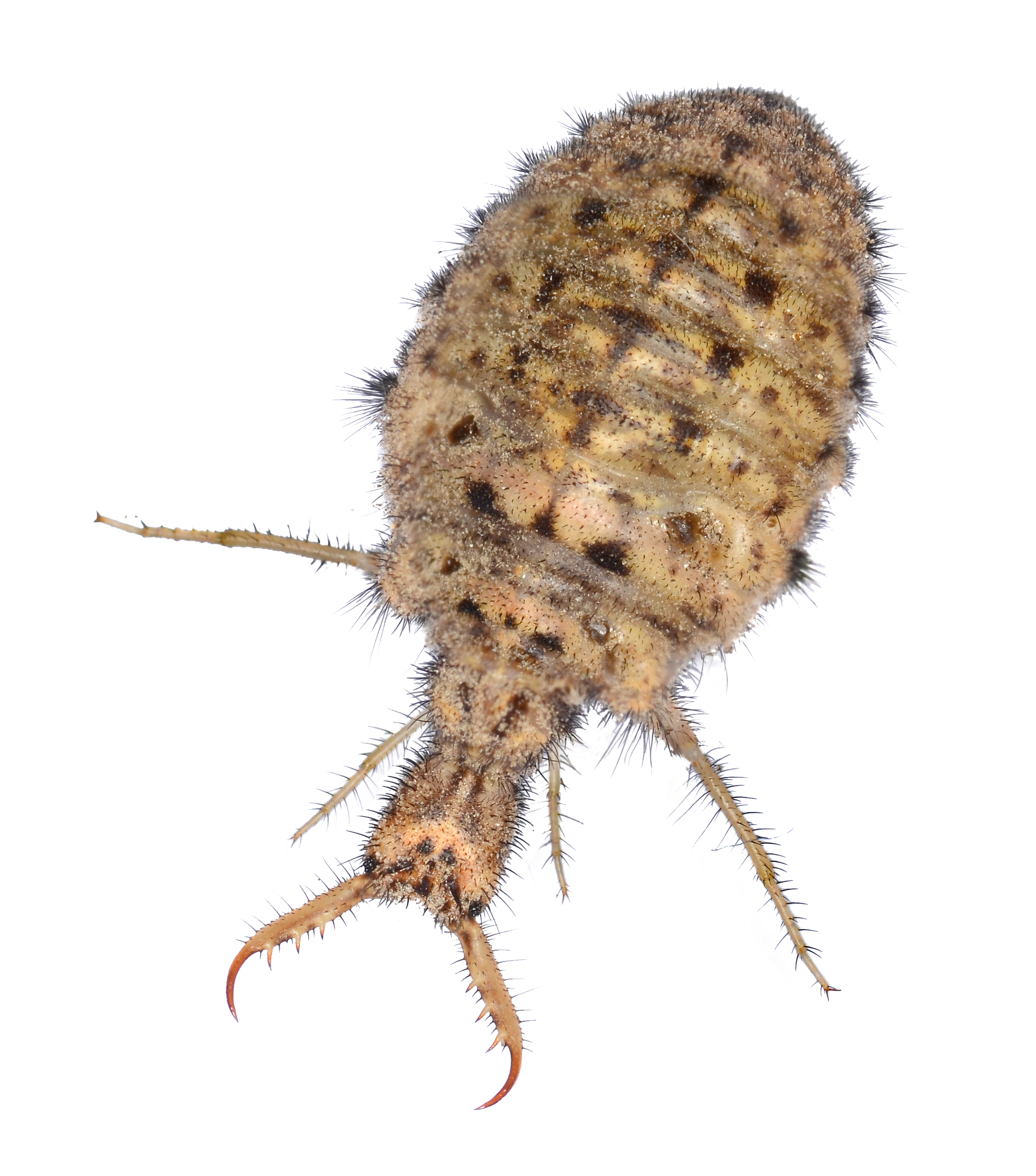
Ameisenlöwe

Als Ameisenlöwen (früher auch „Afterjungfern“) werden die Larven einiger Ameisenjungfern (Myrmeleontidae) bezeichnet, die eine Familie der Insekten aus der Ordnung der Netzflügler darstellen.
Innerhalb der Netzflügler bilden die Ameisenjungfern die artenreichste und am weitesten verbreitete Gruppe, ein evolutionärer Erfolg, der ganz wesentlich auf die Lebensweise der Larven zurückgeführt wird. Ein Großteil der Arten, deren Larven ausschließlich räuberisch leben, hat mit der Besiedlung von Sandlebensräumen nämlich eine neue ökologische Nische erschlossen. Eine besonders weit entwickelte Form der Anpassung ist dabei der Beutefang mittels selbstgegrabener Trichter im lockeren Sand. Dieses ungewöhnliche Verhalten war bereits lange vor einer systematischen entomologischen Forschung bekannt und hat sowohl Eingang in Mythen und Legenden gefunden als auch immer wieder wissenschaftliches Interesse geweckt. In vielen Sprachen steht die entsprechende Übersetzung des Wortes „Ameisenlöwe“ als alleinige Bezeichnung der Tiergruppe zur Verfügung und wird auch für die weniger bekannten erwachsenen Tiere, die Ameisenjungfern, verwendet.
Der Ameisenlöwe wurde in Deutschland zum Insekt des Jahres 2010 und zum „Heimlichtuer des Jahres 2022“ gekürt.

## Körperbau
Ameisenlöwen besitzen einen kompakten, länglich-rundlichen Körperbau, von dem nur der Kopf und die Beine – insbesondere das mittlere Beinpaar – abgesetzt sind. Die Kopf-Rumpf-Länge erreicht – je nach Art – etwa 1,5 cm. In der Färbung sind sie als bodenbewohnende Tiere meist an den Untergrund angepasst durch eine graue oder braune Grundfärbung mit dunkler Zeichnung. Exotische Arten sind auch bräunlich, rötlich oder hellgelb gefärbt. Oft werden Partikel des umgebenden Substrats zwischen die Borsten der Körperoberseite aufgenommen, so dass optisch eine Verschmelzung mit der Umgebung erreicht wird.

### Kopf und Mundwerkzeuge
Der Kopf ist flach und quadratisch bis herzförmig geformt. Geprägt wird das Aussehen durch die mächtigen Kieferzangen, deren Länge etwa der des übrigen Kopfes entspricht und die nach vorne gerichtet und am Ende zueinander gebogen sind. Die Kieferzangen bestehen aus den Oberkiefern und den unterseits liegenden, wesentlich schmaleren Unterkiefern, die in eine Rinne der Oberkiefer eingepasst sind. Der Raum zwischen Ober- und Unterkiefer bildet einen Saugkanal, innerhalb der Unterkiefer verläuft ein Giftkanal, der an eine Giftdrüse im Kopf angeschlossen ist. Die Innenseite der Kieferzangen ist mit einigen kräftigen Zähnen versehen, außerdem mit zahlreichen Borsten, die bei manchen Arten auch auf der Außenseite sitzen. Der Saugkanal schließt an das äußerste Ende der ansonsten geschlossenen Mundspalte an und bildet damit den einzigen Zugang zur Mundhöhle.
Die Augen liegen auf Augenhügeln und sind als jeweils sieben Punktaugen ausgeprägt. Die kurzen, dünnen Fühler und die Augenhügel liegen an der äußersten Vorderkante des Kopfes neben der Basis der Kieferzangen.

### Thorax und Beine
Das erste Brustsegment (Prothorax) ist bei manchen Arten schmal und länglich und kann weit vorgestreckt oder zurückgezogen werden. Die beiden übrigen Brustsegmente (Mesothorax und Metathorax) sind wesentlich breiter, am Metathorax ist meist die maximale Körperbreite erreicht. Auffällig sind die Borstenbüschel an den Seiten des Meso- und Metathorax.
Die Beine sind abhängig von der Lebensweise der Larven unterschiedlich gebaut. Meist ist das zweite Beinpaar am deutlichsten sichtbar und am längsten. Das erste Beinpaar, das wie auch das zweite einen zweigliedrigen Fuß besitzt und meist nach vorne gerichtet ist, ist etwas kürzer. Das dritte Beinpaar ist nach hinten gerichtet, oft stark verkürzt und unter dem Hinterleib verborgen und besitzt nur eingliedrige Füße.

### Hinterleib
Der Hinterleib besteht aus zehn Segmenten, die an den Seiten meist mit Borstenhöckern versehen sind. Der Hinterrand des neunten Segmentes, welches das Körperende bildet, ist ebenfalls mit Borsten, teilweise Stemmborsten, versehen. Das zehnte Segment ist meist in das Körperinnere verlagert und kann als fingerförmiger Spinntubus ausgefahren werden. In den Spinntubus mündet der Enddarm, der allerdings keine Ausscheidungsfunktion hat, sondern lediglich zur Abgabe der Spinnseide dient, die in den malpighischen Gefäßen gebildet und zum Kokonspinnen verwendet wird.

### Spezifische Anpassungen im Körperbau

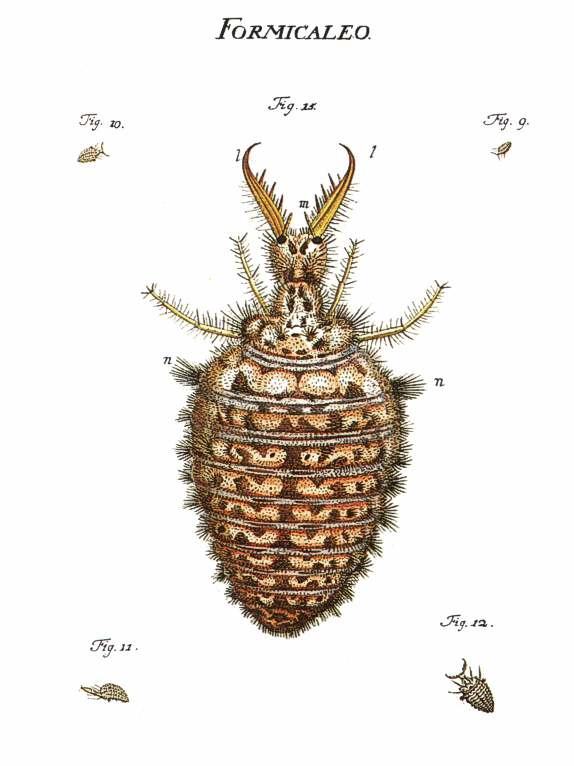
Ameisenlöwe aus Insecten-Belustigung von Rösel von Rosenhof

In vielen Punkten ähnelt der Körperbau der Ameisenlöwen dem anderer Netzflüglerlarven, es gibt aber wesentliche Eigenheiten, die mit der Entwicklung einer sandbewohnenden Lebensweise zusammenhängen.
Netzflüglerlarven sind generell spezialisierte Jäger, die Kieferzangen mit einem Saugkanal besitzen, um Beutetiere aufzuspießen und das aufgelöste innere Gewebe auszusaugen. Gemeinsam mit den Larven der Schmetterlingshafte und der Nymphidae zeichnen sich die Ameisenlöwen durch die Entwicklung stark vergrößerter, am Ende sichelförmig gebogener Kieferzangen aus, die auf der Innenseite mit Greifdornen versehen sind. Diese hochentwickelten Beutefang-Werkzeuge erlauben die Erweiterung des Beutespektrums um stark gepanzerte und wehrfähige Insekten, was eine Lebensweise als Lauerjäger ermöglicht. Ferner wird durch diese Ernährungsweise das Eindringen von Sand ins Körperinnere praktisch ausgeschlossen. Die Verbreiterung und kräftige Beborstung der Kieferzangen macht aus diesen außerdem eine effiziente „Wurfschaufel“ für die grabende Tätigkeit.
Die Außenhülle des Körpers ist beim Ameisenlöwen fast vollständig geschlossen, Ausscheidung findet nicht statt, da die Nahrung fast komplett verwertet werden kann. Auch dadurch wird einerseits das Eindringen von Sand, andererseits der Verlust von Wasser verhindert, beides Voraussetzungen zum Leben in trocken-heißen Sandgebieten. Einige der malpighischen Gefäße, normalerweise Exkretionsorgane, konnten darum umgewandelt werden zur Produktion von Spinnseide zum Kokonspinnen.
Die Körperoberfläche des Ameisenlöwen ist vollständig bedeckt mit Borsten verschiedenen Typs (Stemmborsten, Langborsten, Fiederhaare und Gabelhaare). Diese dienen als Sinnesorgane zur Registrierung sich nähernder Beute wie auch zur Fixierung des Körpers im lockeren Sand und zur Unterstützung der Grabetätigkeit. Im Gegenzug sind die Augen, die bei der eingegrabenen Lebensweise nur eine geringe Rolle spielen, stark reduziert.
Die Beine vieler Arten sind zurückgebildet und ermöglichen damit nur eine langsame, ruckartige Fortbewegung, oft auch nur rückwärts.

## Lebensweise

### Lebensraum

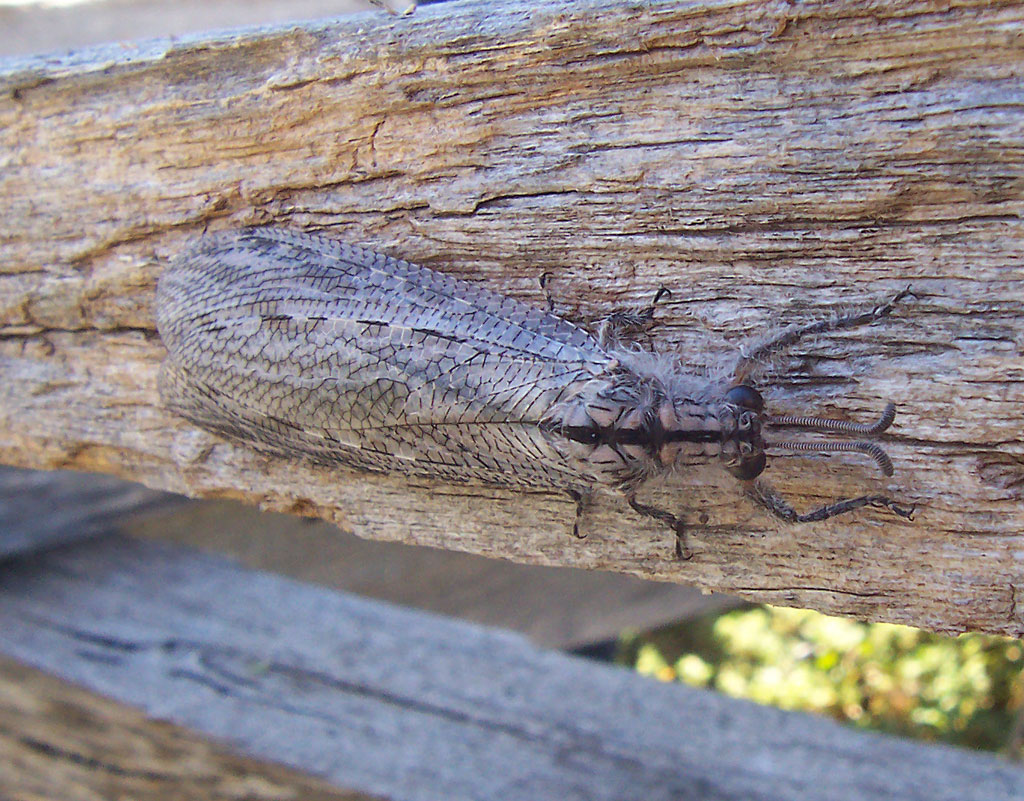
Adulte Ameisenjungfer

Die Vorfahren der Ameisenlöwen besaßen vermutlich eine baumbewohnende Lebensweise, die auch heute noch bei vielen Larven der Netzflügler vorherrscht, etwa bei denen der Florfliegen oder der Taghafte (Blattlauslöwen). Die besondere Bildung der Kieferzangen ermöglichte den Ameisenlöwen den Übergang zu einer Lebensweise als Lauerjäger und die Eroberung neuer Lebensräume: Sie besiedeln neben dem als ursprünglich angesehenen Lebensraum auf Bäumen auch verschiedene Hohlräume wie Baumhöhlen, Tierbaue oder Felsüberhänge, oder offene Lebensräume wie Felsen, Bodenstreu oder Sand. Die Befähigung zur Besiedlung von Sandlebensräumen unterscheidet diese Tiergruppe nicht nur von den nahe verwandten Schmetterlingshaften, sondern ist auch Ursache für die Artenfülle, welche die Ameisenjungfern auf allen Kontinenten hervorgebracht haben.
Es gibt nur wenige Insektengruppen, die wie die meisten Ameisenlöwen eine extrem psammophile (sandliebende) Lebensweise führen, also das Bewohnen und vollständige Eingegrabensein in offenen, sonnenexponierten Sandflächen. Den Extremfall dieser Anpassung stellen die obligatorisch trichterbauenden Arten dar, die durch ihren Körperbau ausschließlich auf diese Methode des Beutefangs angewiesen sind.

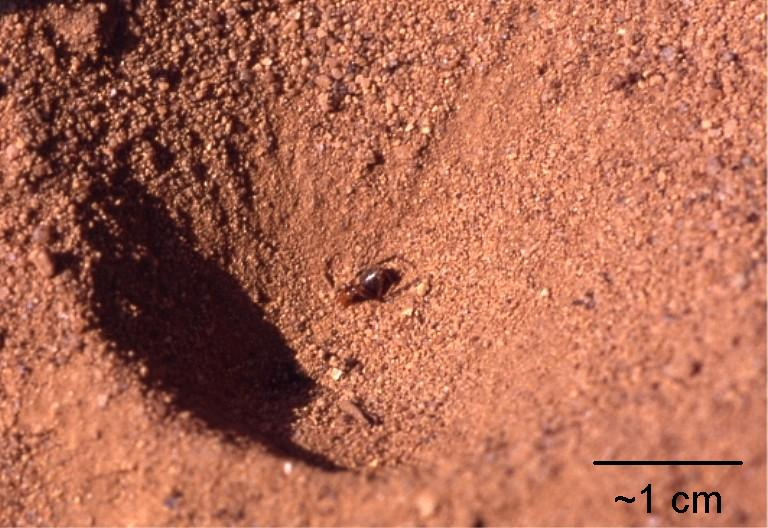
Fangtrichter mit Resten einer Ameise

Der Trichterbau ist in doppelter Hinsicht eine perfekte Anpassung an die lebensfeindliche Umgebung trockenheißer Sandgebiete. Zum einen erlaubt er den Larven die Erweiterung des Aktionsradius beim Beutefang, ohne größere Ortswechsel ausführen zu müssen. Zum anderen dient der Trichter als Hitzeschutz: Die in Richtung Sonne liegende Trichterwand wird in einem flacheren Winkel beschienen als der ebene Boden und heizt sich infolgedessen nicht so stark auf. Es wurde beobachtet, dass sich der Ameisenlöwe vorzugsweise an der dadurch kühleren Seite aufhält und so den Oberflächentemperaturen entgeht, die in Wüstengebieten 80 °C betragen können.
Ameisenlöwen sind aber nicht die einzigen Insekten, die diese Beutefangmethode entwickelt haben. Die wurmähnlichen Larven der Wurmlöwen (Vermileonidae), einer Zweiflügler-Familie, bauen ebenfalls in trockenen Sandgebieten trichterförmige Fallen.

### Ernährung
Alle Ameisenlöwen leben räuberisch, aber nur relativ wenige Arten sind aktive Jäger, die ihre Beute gezielt aufsuchen oder verfolgen. Unter den mitteleuropäischen Arten zählt Acanthaclisis baetica zu diesen. Die überwiegende Zahl der Arten lauert im Sand oder im Bodenstreu versteckt auf Beute. Etwa zehn Prozent aller Arten bauen Fangtrichter zum Beutefang. Viele davon sind spezialisiert auf diese Beutefangmethode, nämlich in erster Linie die Gattung Myrmeleon zusammen mit einigen näher verwandten Gattungen, die als Tribus Myrmeleonini zusammengefasst werden.

### Hinweise auf die Stammesentwicklung aus Lebensweise und Verbreitung
Die Phylogenese innerhalb der Ameisenjungfern ist bislang nicht befriedigend geklärt. Neben der Morphologie der Larven und der erwachsenen Insekten kann aber auch die Lebensweise der Larven wertvolle Hinweise zur Klärung dieser Frage liefern. Die Gattung Myrmeleon, deren sämtliche Mitglieder obligatorische Trichterbauer sind, ist weltweit auf allen Erdteilen und Inseln vertreten, auf denen es überhaupt Ameisenlöwen gibt. Da hier eine Konvergenz ausgeschlossen werden kann, muss der Trichterbau bereits vor der Trennung der Kontinente zum Verhaltensrepertoire der Ameisenlöwen gehört haben. Ebenfalls weltweit verbreitet ist der Tribus Acanthaclisini, die zu den nicht trichterbauenden Sandbewohnern gehören. Eine gleichermaßen sehr alte Abzweigung im Stammbaum der Ameisenjungfern sind die Dendroleontini, zu denen auch die einheimische Panther-Ameisenjungfer (Dendroleon pantherinus) gehört. Diese Gruppe könnte sich vor der Entwicklung der sandbewohnenden Lebensweise abgespalten haben, da ihre Vertreter andere Habitate, beispielsweise Baumhöhlen, besiedeln. Möglicherweise bilden die Dendroleontini eine Schwestergruppe zu allen übrigen Ameisenjungfern.
Die artenarme und ausschließlich in Australien vertretene Gruppe der Stilbopterygini wird von manchen Autoren als Reliktgruppe und Vorläufer der Sandbewohner gedeutet. Die Myrmecaelurini sind Sandbewohner, die teilweise auch Trichter bauen, allerdings nicht zu den obligatorischen Trichterbauern gehören; diese Gruppe ist auf die Alte Welt beschränkt.
Auf die Neue Welt sind einige weitere Gruppen sandbewohnender, aber auch baum- und felsenbewohnender Arten beschränkt.
Eine durch zahlreiche abgeleitete Merkmale eindeutig als monophyletisch identifizierte Gruppe sind schließlich die Palparini, die weitgehend auf Afrika beschränkt sind und sich damit erst nach dem Auseinanderbrechen von Gondwana herausgebildet haben, also eine sehr junge Abspaltung im Stammbaum darstellen.

#### Sekundär felsbewohnende Lebensweise
Ein Ameisenlöwe mit einer bemerkenswerten Lebensweise ist die Larve der südamerikanischen Art Navasoleon boliviana. Diese Art lebt in Peru kopfunter getarnt auf der Unterseite von überhängenden Felsen sitzend. In dieser Stellung kann die Larve monatelang unbeweglich verharren, während sie mit weit geöffneten Kiefern auf Beute wartet. Auch in ihrer Entwicklung zeigt sie Besonderheiten, sie spinnt auf der glatten Felsoberfläche ihren Kokon, der im Gegensatz zu dem aller anderen Ameisenjungfern eine doppelte Struktur aufweist. Das Schlüpfen der Puppe zeigt Unterschiede zu anderen Gattungen, in denen die Puppe, sich nach der Gravitation richtend, den Kokon nach oben verlässt; Navasoleon strebt beim Verlassen des Kokons aber dem Licht zu. Im Körperbau zeigt die Art Abweichungen, die ebenso wie die Lebensweise Ähnlichkeiten mit den Schmetterlingshaften, der Schwestergruppe der Ameisenjungfern, aufweisen. Ihre nächsten Verwandten (der Tribus Glenurini) haben dagegen eine sandbewohnende Lebensweise, es ist daher zu vermuten, dass die besonderen Merkmale von Navasoleon abgeleitet sind und ihre Vorfahren ebenfalls Sandbewohner waren. Die Ähnlichkeiten mit den Schmetterlingshaften dürften deshalb als Konvergenzen zu deuten sein. Interessanterweise gibt es aber auch bei anderen Arten der Ameisenjungfern Merkmale, die üblicherweise als Unterscheidungsmerkmale der Schmetterlingshafte gelten.

## Trichterbau

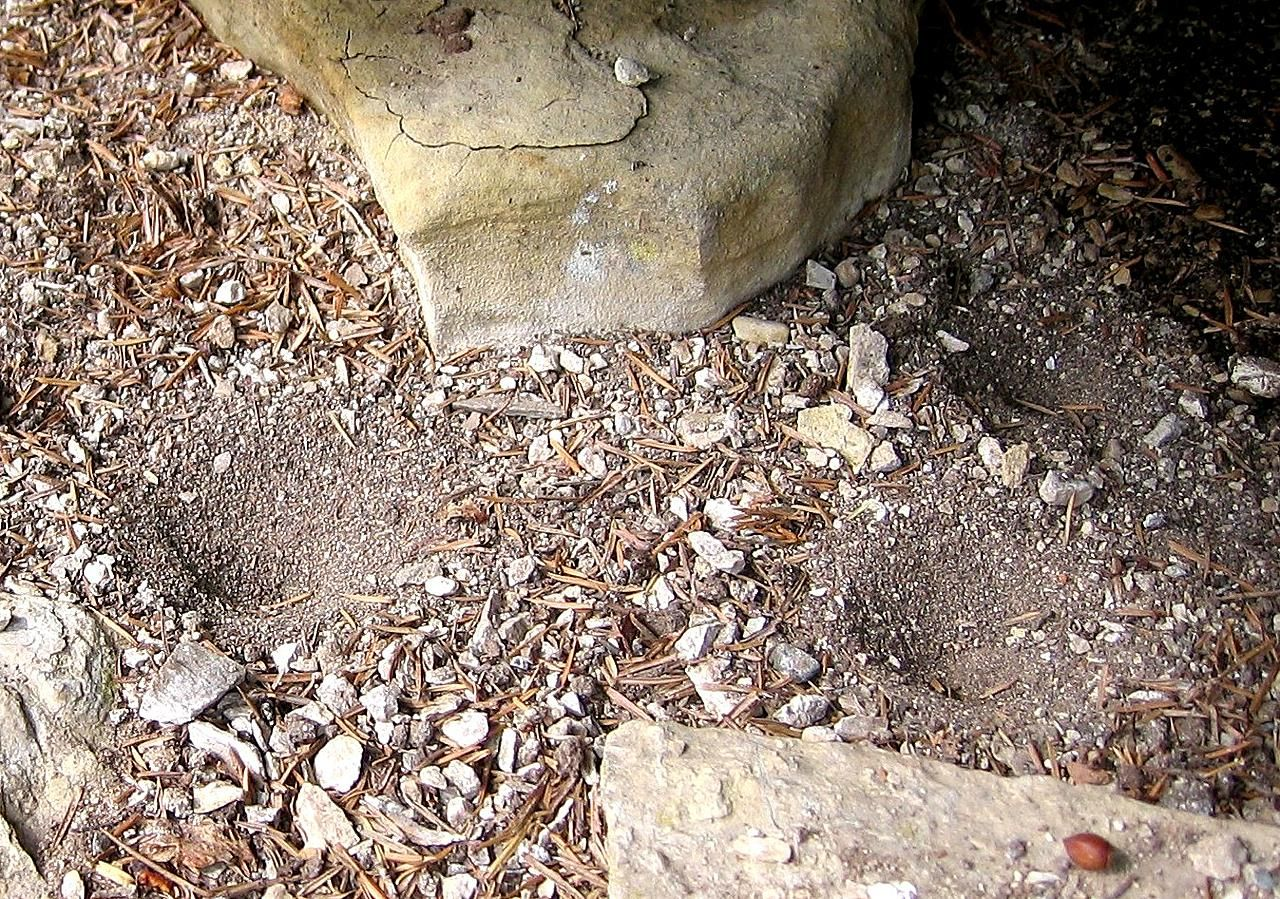
Trichter des Ameisenlöwen

Der Zoologe Franz Theodor Doflein beschrieb 1916 den Trichterbau als reines Reflexphänomen auf Grundlage des Wurfreflexes, der durch verschiedene Schlüsselreize ausgelöst wird. Nach neueren Erkenntnissen ist dies aber eine zu starke Vereinfachung eines wesentlich komplexeren Verhaltens.

### Bewegungsabläufe
Grundlage des Trichterbaus sind drei Bewegungsabläufe:
- Einbohren in den Sand: Ein auf den Sandboden abgesetzter Ameisenlöwe beginnt sofort, sich mit dem Hinterleib voran ruckweise in den Sand einzugraben. Die Rückwärtsbewegung durch das zweite und dritte Beinpaar wird durch die nach vorn gerichtete Beborstung des Körpers unterstützt, die die wellenförmige Bewegung des Hinterleibs in einen Rückwärtsschub umsetzt. Mit einer Abwärtskrümmung des Hinterleibs von 60 bis 90° kann der Ameisenlöwe in wenigen Sekunden in der oberen Sandschicht verschwinden.
- Pflügende Schubbewegung: Wenn der Bewegungsablauf des Einbohrens ohne Abwärtskrümmung des Körpers erfolgt, resultiert eine Rückwärtsbewegung auf oder direkt unter der Erdoberfläche. Diese Bewegung geschieht ruckweise durch abwechselndes Strecken des dritten Beinpaares, Anheben des Hinterleibes und Strecken des zweiten Beinpaares. Auf diese Weise kann der Ameisenlöwe lange Strecken, auch über 100 m, zurücklegen. Bei der Bewegung direkt unter der Sandoberfläche entsteht als Kriechspur eine Rinne, an deren Rändern der zur Seite geschobene Sand aufgehäuft ist.
- Wurftätigkeit: Das Auswerfen des Sandes geschieht durch ruckartiges Zurückwerfen des Kopfes samt den mächtigen Kieferzangen. Die Kieferzangen können dabei bis zu 180° nach hinten und 90° zur Seite gebeugt werden. Erdpartikel werden dadurch bis zu 30 cm weit weggeschleudert.

### Grundprinzip des Trichterbaus

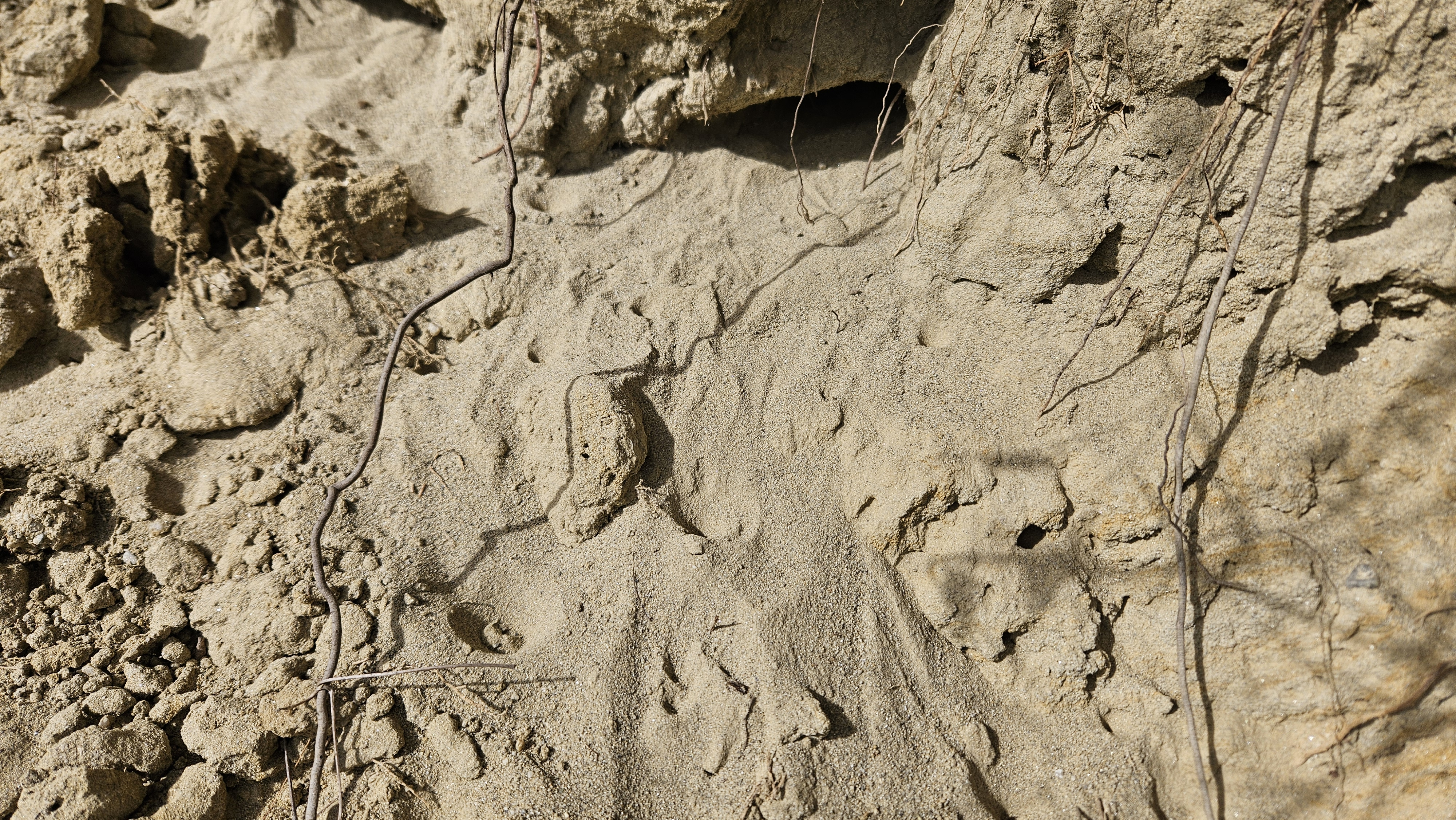
Fangtrichter von Ameisenlöwen im Sand

Der Trichterbau selbst geschieht folgendermaßen: An geeigneter Stelle beginnt der Ameisenlöwe mit einem kreisförmigen Gang in pflügender Schubbewegung. Daran schließt sich ein spiralförmig verlaufender Gang an, der den entstandenen Graben nach innen erweitert. Durch ständiges Auswerfen des Sandes in den Bereich außerhalb des ursprünglichen Kreisgangs gewinnt der Graben an Tiefe, es entsteht ein Trichter, der zunächst noch eine Kraterinsel in der Mitte hat. Wenn der Ameisenlöwe die Mitte erreicht hat, beendet er die Wandertätigkeit und wirft das in der Mitte verbliebene ebenso wie das nachrutschende Material aus dem Trichter hinaus. Nach dem Bau des Trichters, der etwa 15 Minuten in Anspruch nimmt, verharrt der Ameisenlöwe am Grund in der Mitte des Trichters, von wo aus er bei Beschädigungen und Störungen durch weitere Auswürfe den Trichter in Form erhält.
Wichtigste Voraussetzung für das „Funktionieren“ des Trichters ist, dass die Steigung der Trichterwände genau dem Reibungswinkel des verwendeten Substrats entspricht (bei Sand etwa 30°) und diese damit die maximal mögliche Steilheit aufweisen. Jeder eingebrachte Fremdkörper, auch jedes Tier, das auf die Trichterwand gerät, bringt deren instabilen Zustand aus dem Gleichgewicht und bewirkt unweigerlich das Abrutschen des Sandes.
Drei verschiedene Wurftechniken wurden beobachtet, die der Ameisenlöwe zum Entfernen größerer Fremdkörper aus dem Trichter anwendet:
- Der radiale Wurf von der Trichtermitte aus nach hinten über den Körper weg kann Partikel vom zehnfachen Körpergewicht aus dem Trichter befördern
- Der laterale Wurf auf halber Höhe der Trichterwand seitwärts nach außen beseitigt fünf- bis achtmal schwerere Fremdkörper
- Der tangentiale Wurf aus halber Höhe über den Körper hinweg reicht für Partikel vom fünffachen Larvengewicht

### Sonderformen
Eine bemerkenswerte Weiterentwicklung des Bauprinzips wurde bei der australischen Art Callistoleon illustris beobachtet. Die Trichter werden in abschüssigen Sandflächen am Rand von Sandsteinwänden bzw. unter überhängenden Steinen gebaut. Ausgehend vom Trichterrand legt der Ameisenlöwe mehrere (2–7) Gräben an, deren Länge meist ein Mehrfaches des Trichterdurchmessers beträgt. Die Gräben verlaufen bevorzugt in Richtung der ansteigenden Oberfläche und sind üblicherweise fast so tief wie der Trichter selbst. Diese steilwandigen Furchen werden ebenso wie der Trichter selbst ständig in Form erhalten und können die Fangquote um mehr als das Vierfache erhöhen, da Beutetiere beim Versuch, den Graben zu überqueren, zum Trichter hingelenkt werden.
Eine beobachtete Sonderform, die nicht auf ein eigenes Verhaltensmuster, sondern auf die Beschaffenheit des Untergrundes zurückzuführen ist, sind birnenförmige Trichter. Aufgrund Durchnässung und anschließender Trocknung der obersten Bodenschicht bei Trockenerhaltung tieferer Schichten sind diese zur Öffnung hin verengt.

### Suchgänge

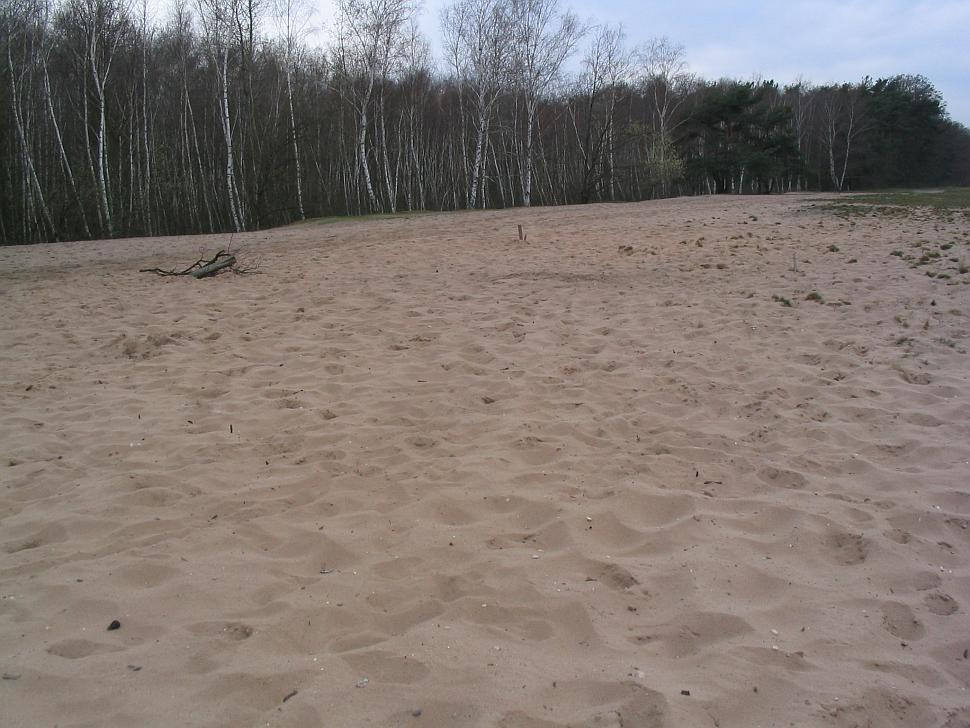
Eine Binnendüne, der typische Lebensraum der Dünen-Ameisenjungfer

Manche Arten wandern vor dem Trichterbau knapp unter der Sandoberfläche auf der Suche nach einem geeigneten Platz umher und beginnen erst nach eingehender Prüfung mit der Bautätigkeit. Andere Arten verbleiben in der gesamten Zeit ihres Larvenstadiums an ein und demselben Ort, der bereits bei der Eiablage als geeignet ausgewählt wurde.
In Mitteleuropa sind es die Gemeine Ameisenjungfer (Myrmeleon formicarius) und die Gefleckte Ameisenjungfer (Euroleon nostras), die ihre Eier in einer geeigneten, oft extrem kleinräumigen Sandfläche ablegen. Manchmal reicht ein Handbreit lockerer Sandboden, der zuverlässig vor Regen geschützt, aber der Sonne ausgesetzt ist, bereits aus, etwa unter Steinvorsprüngen oder an Hauswänden. Die Larven der Dünen-Ameisenjungfer (Myrmeleon bore) leben aber auf offenen Sandflächen, beispielsweise Binnendünen. Sie führen regelmäßig Suchgänge aus und sind durch ihre Kriechspuren oft noch einfacher zu entdecken als durch ihre Trichter.

### Äußere Einflüsse auf den Trichterbau
Nicht jedes Bodenmaterial eignet sich zur Anlage von Fangtrichtern, der Ameisenlöwe ist jedoch nicht unbedingt auf Sand angewiesen. Es kommen auch Löß, Steinabrieb und sogar pflanzlicher Detritus in Frage – die wichtigste Voraussetzung ist, dass das Material dauerhaft trocken bleibt und auch nach Befeuchtung schnell wieder seine rieselfähige Konsistenz erhält. Das spezifische Gewicht des Substrats spielt eine geringere Rolle; nur ein zu leichtes und staubartig feines Material verhindert einen erfolgreichen Trichterbau. Hohes spezifisches Gewicht bereitet keine Probleme. Die Feuchtigkeit des Bodens dürfte in Mitteleuropa der wichtigste begrenzende Faktor in der Verbreitung von Ameisenjungfern sein.
Die Korngröße hat einen gewissen Einfluss auf die Bautätigkeit; mit feinerem Material werden im Allgemeinen größere Trichter gebaut. Vor allem ist eine gleichmäßige Korngröße von Vorteil. Hier kann der Ameisenlöwe sich aber in gewissen Grenzen mit seiner Wurftätigkeit selbst behelfen: Durch den Luftwiderstand werden feinere Partikel nicht so weit fortgeschleudert wie gröbere und reichern sich dadurch in der Nähe des Trichters und an den Trichterwänden an. Dadurch entstehen auch in inhomogenen Substraten auffallend glatte, gleichmäßige Trichter.
Die Trichtergröße kann von mehreren Faktoren abhängen. Eine entscheidende Rolle spielt das Larvenstadium – so bauen die frisch geschlüpften Ameisenlöwen Trichter von höchstens 1 cm Durchmesser. Auch innerhalb eines Larvenstadiums steht die Trichtergröße mit der Körpergröße der Larve im Zusammenhang. Größere Trichter wurden außerdem beobachtet bei günstiger (feiner) Körnung des Sandes, höherer Umgebungstemperatur und besserer Ernährungssituation, kleinere bei häufiger Störung, hoher Populationsdichte sowie kurz vor und nach der Häutungspause.

### Beutefang

#### Fangmethode
Der Ameisenlöwe nimmt mit seinen Rezeptoren, wahrscheinlich den Sinneshaaren auf den Borstenhöckern des Meso- und Metathorax, bereits aus 60–80 mm Entfernung Insekten wahr, die sich dem Trichter nähern. Schon aus dieser Entfernung kann er eine dem Ankömmling angemessene Reaktion ausführen: Potentielle Beutetiere werden gezielt mit Sand beworfen, bei größeren Tieren, die eine Gefahr darstellen könnten, taucht der Ameisenlöwe in tiefere Sandschichten ab.
Gerät das Beutetier auf die Trichterwand, wird das Abrutschen durch Sandwürfe auf das Tier selbst wie auch durch ungerichtete Würfe gefördert. Am Trichtergrund ergreift der Ameisenlöwe seine Beute blitzschnell in der Körpermitte mit den Kieferzangen und bohrt deren Spitzen in die Intersegmentalhäute zwischen den Chitinplatten. Über den Giftkanal der Kieferzangen wird ein hochtoxisches Gift injiziert, das bereits nach 30 Sekunden seine Wirkung in Form von Lähmung der Beute zeigt. Die Zeit bis zum Tod der Beute kann wenige Minuten bis etwa eine halbe Stunde betragen. Das Beutetier wird teilweise in den Sand am Trichtergrund hineingezogen.
Die Vorverdauung geschieht durch Injektion von Verdauungsenzymen in die gelähmte Beute. Das Körperinnere des Beutetieres wird dabei vollständig zu einer trüben, homogenen Masse aufgelöst. Das anschließende Aussaugen des Nahrungsbreies kann mehrere Stunden betragen, in denen die Beute an mehreren weiteren Stellen angestochen wird. Die ausgesaugte Hülle wird anschließend aus dem Trichter hinausgeworfen.

#### Nahrungsspektrum
Anders als der Name suggeriert, gehören nicht allein Ameisen zum Beutespektrum des Ameisenlöwen, wenn diese auch durchaus typische Beutetiere sind und den Hauptteil der Nahrung ausmachen können, falls der Ameisenlöwe in unmittelbarer Nähe eines Ameisenbaues lebt. Im Allgemeinen können aber viele Arten von Gliederfüßern als Nahrung dienen, da der Ameisenlöwe meist nicht die Möglichkeit hat, wählerisch zu sein. Neben Insekten aus vielen Ordnungen zählen Asseln, Spinnen, Milben und Tausendfüßer zur potentiellen Beute, teilweise sogar kleine Nacktschnecken und Regenwürmer. Begrenzende Faktoren sind:
- Die Größe der Beutetiere: Zu große Beutetiere können sich aus dem Trichter befreien oder zu große Gegenwehr leisten, so dass der Ameisenlöwe meist zur Fluchtreaktion veranlasst wird. Zu kleine Beutetiere können nicht richtig gegriffen werden.
- Ungeeignete Beutetiere: Bei stark gepanzerten Tieren wie etwa Blattkäfern finden die Kieferzangen des Ameisenlöwen keinen Ansatzpunkt zum Einstechen. Auch die Gehäuse von Gehäuseschnecken können nicht durchbohrt werden, und die Körperhülle von Kellerasseln bereitet ebenfalls gelegentlich Schwierigkeiten.
- Leblose Beute: Beutetiere, die keinerlei Lebenszeichen zeigen, werden als Fremdkörper angesehen und aus dem Trichter geschleudert.
- Wehrhaftigkeit: Die Gegenwehr der Beutetiere bereitet dem Ameisenlöwen meist keine größeren Probleme, es gibt allerdings einzelne Berichte, dass größere Ameisen sich erfolgreich gegen einen Ameisenlöwen wehren konnten, teilweise ihn sogar in ihr Nest transportierten.

## Entwicklung
Ameisenlöwen durchlaufen drei weitgehend gleichartige Larvenstadien. Für die gesamte Entwicklung benötigen die mitteleuropäischen Arten meist zwei Jahre, Abweichungen sind die dreijährige Entwicklungsphase der Dünenameisenjungfer (Myrmeleon bore) und die einjährige Phase von Myrmeleon inconspicuus. Die Überwinterung erfolgt als Larve, die problemlos auch acht Monate ohne Nahrungsaufnahme überstehen kann. Tropische Arten sind in ihrer Entwicklung nicht an jahreszeitliche Wechsel gebunden.
Nach einer etwa zehntägigen Ruhephase, in der der Ameisenlöwe keinerlei Bereitschaft zur Nahrungsaufnahme zeigt, beginnt er einige Zentimeter tief in der Erde in abgewinkelter Körperhaltung mit dem Spinnen des Kokons, in dem dann die Puppenruhe und die Verwandlung zur Imago stattfindet.

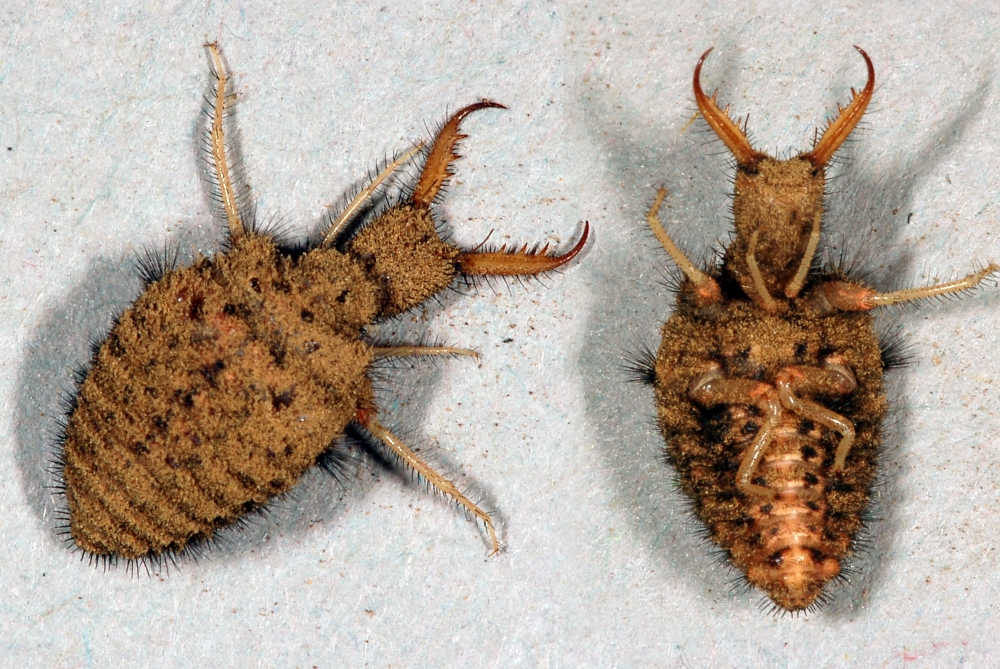
Larve
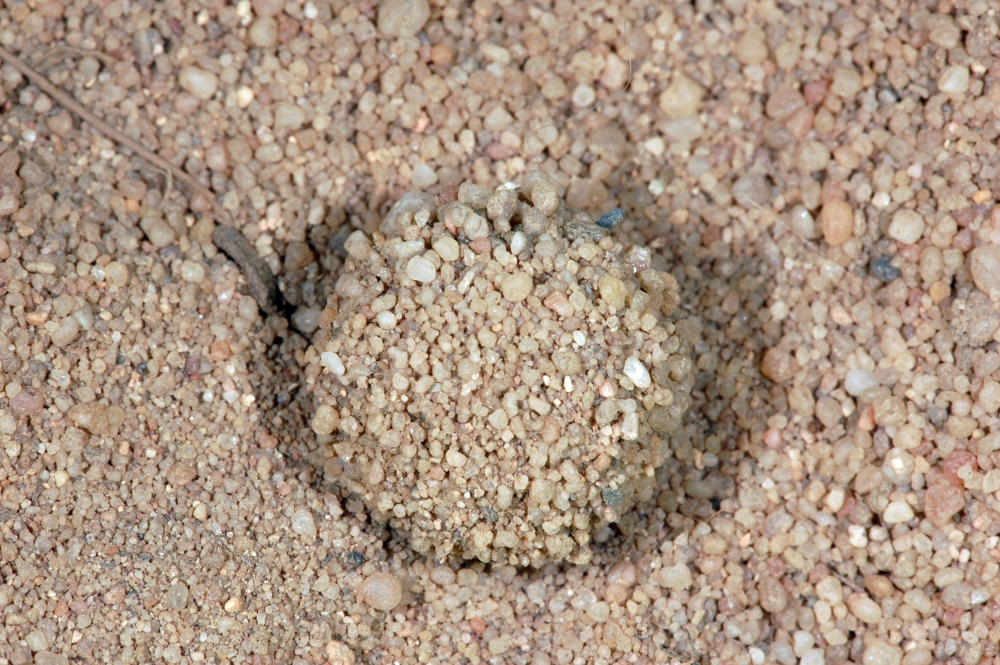
Kokon im Sand
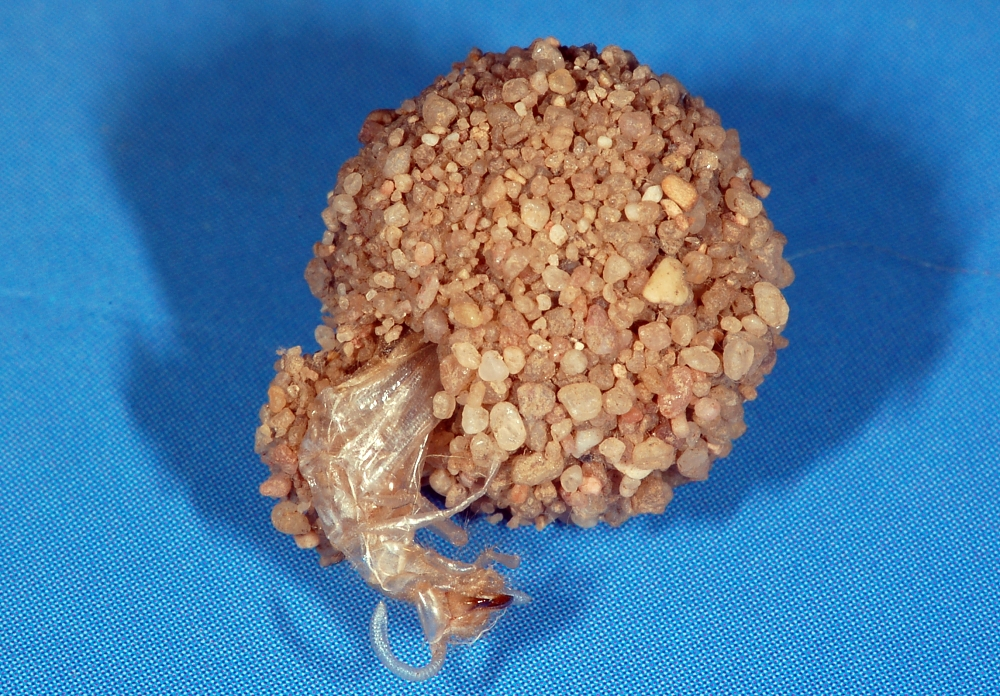
Puppenhaut: Exuvie einer geschlüpften Imago
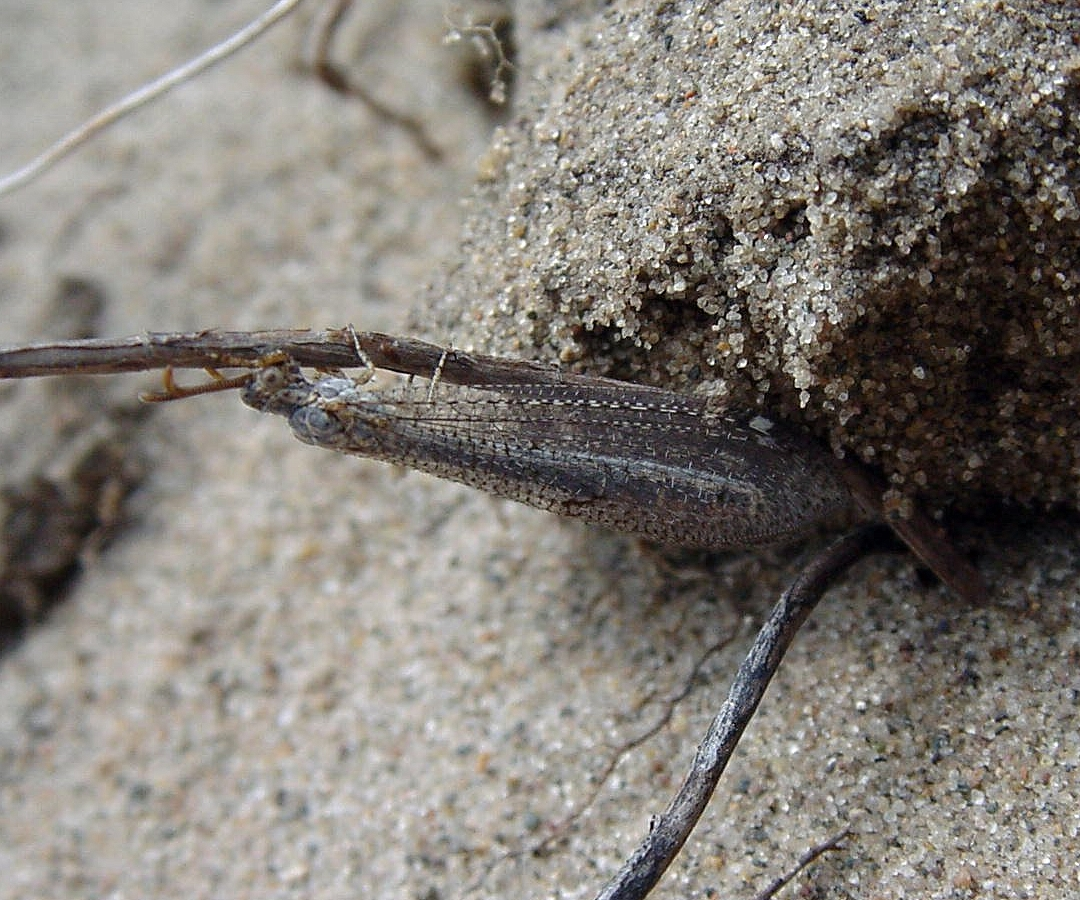
Geschlüpfte Imago
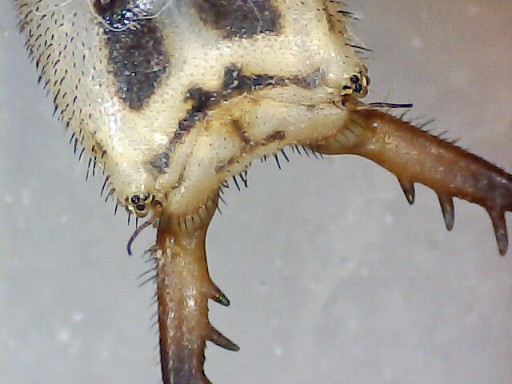
Larve: Teilaspekt des Kopfes mit den seitlichen Punktaugen

## Der Ameisenlöwe in Geschichte und Kultur
Die Ameisenlöwentrichter zählen zu den auffallenden Phänomenen in der Natur und so verwundert es nicht, dass der Begriff „Ameisenlöwe“, beziehungsweise dessen wörtliche Übersetzung, bereits in der Antike verwendet wurde. Allerdings vermischte sich dabei die Naturbeobachtung mit mythischen Erzählungen, in der Phantasie wurde aus dem unscheinbaren Insekt ein gefährliches, aggressives Raubtier.

### Die Goldgräber-Ameisen
In den Histories Apodexis von Herodot (etwa 430 v. Chr.) findet sich ein Bericht über „Goldgräber-Ameisen“, der aus indischen Quellen stammen soll. Danach gebe es in einer Wüste im Norden Indiens wilde Tiere, größer als ein Fuchs, aber kleiner als ein Hund, die im Sand leben und bergeweise goldhaltigen Sand aufhäufen. Herodot beschreibt die Art und Weise, wie man diese Ameisenlöwen überlistet, um das scharf bewachte Gold zu erbeuten, ohne den Tieren zum Opfer zu fallen. Auffallend ist die Verbindung von Merkmalen realer Ameisenlöwen (sandbewohnende Lebensweise, Aufwerfen von Sand, Wehrhaftigkeit) mit phantastischen Elementen (Steigerung ins Monströse, Goldförderung, Verfolgung von Golddieben). Ähnliche Berichte finden sich bei Nearchos, Megasthenes, Kallimachos, Agatharchides, Artimideros und Properz.
Die Geschichte wurde im Verlauf der folgenden Jahrhunderte von zahlreichen Autoren aufgegriffen und mit Veränderungen und Ausschmückungen versehen, so wurde der Ort nach Arabien oder Äthiopien verlegt und die Tiere gewannen an Größe.
Es ist heute unklar, ob die „Goldgräber-Ameisen“ eine reine Fiktion sind oder eine Naturbeobachtung als Grundlage haben. Als Tiere, die für eine solche Beobachtung in Frage kommen, wurden bereits Murmeltier, Schuppentier oder Honigdachs vermutet. Auch wurde erwogen, dass es sich um mit Fellen bekleidete und nach Gold grabende Menschen handeln könne.

### Biblische Erwähnung
In der Septuaginta, der klassischen griechischen Übersetzung des Alten Testaments, findet sich ebenfalls das Wort μυρμηκολέων (myrmēkoleōn „Ameisenlöwe“) im Buch Hiob:
μυρμηκολέων ὤλετο παρὰ τὸ μὴ ἔχειν βοράν, σκύμνοι δὲ λεόντων ἔλιπον ἀλλήλους. (der Löwe kommt um aus Mangel an Raub, und die Jungen der Löwin werden zerstreut. Hiob 4,11 , Übersetzung der Elberfelder Bibel)
Der hebräische Urtext verwendet an dieser Stelle das Wort לַיִשׁ Lajisch, ein ungebräuchliches Wort für „Löwe“. Vielleicht wollte der Verfasser durch die Verwendung dieses Wortes den Text auflockern, da „Löwe“ in dieser Passage gehäuft auftritt. Der Übersetzer hielt wahrscheinlich die verwendeten Begriffe für weitgehend synonym. In der Vulgata wurde an dieser Stelle mit tigris (= Tiger) übersetzt. In der Folge gab diese Textstelle Anlass zu Spekulationen und Verwirrungen über den „μυρμηκολέων“, bzw. in latinisierter Form „mirmicoleon“. Im Physiologus (2. Jahrhundert) wird der Ameisenlöwe als Zwitterwesen aus Ameise und Löwe gedeutet. Aus der Bibelstelle wird die Moral gezogen, dass der Ameisenlöwe aufgrund seiner zwiespältigen Natur als Nachkomme von Pflanzenfresser (für den man die Ameise hielt) und Fleischfresser mangels Nahrung dem Untergang geweiht sei.

### Mittelalter
In den folgenden Jahrhunderten setzte sich die sachlichere Sichtweise durch, ausgehend von Papst Gregor I., der erklärte, der Ameisenlöwe sei nur eine größere Art Ameise, die kleinere Tiere erbeutet. Diese Sichtweise wurde auch von Isidor von Sevilla übernommen. Rabanus Maurus, der sich auf diese beiden Autoren stützte, führte die lateinische Bezeichnung formicaleon für das Insekt ein, um es von dem mythischen μυρμηκολέων zu unterscheiden. Er deutete den Namen dahingehend, dass gegenüber Ameisen der Ameisenlöwe als Raubtier erscheint, gegenüber anderen Tieren, wie Vögeln, aber nur als Ameise.
Dennoch wurde in Bestiarien und Weltkarten des Mittelalters immer wieder auf die antiken Berichte von den Goldgräber-Ameisen zurückgegriffen, die meist in Afrika lokalisiert wurden. Ausdrücklich unterschieden wurden sie von den Insekten nach Beschreibung von Gregor und Isidor.

### Wissenschaftliche Erforschung in der Geschichte
Als Anfänge der wissenschaftlichen Beschäftigung mit dem Ameisenlöwen kann man die Schriften von Gregor I., Isidor von Sevilla und Rabanus Maurus sehen, die im Ameisenlöwen eindeutig ein Insekt erkannten. Rabanus Maurus konnte sich dabei wahrscheinlich auf eigene Beobachtungen stützen. Die älteste bildliche Darstellung, die vielleicht einen Ameisenlöwen darstellt, stammt aus einer byzantinischen Handschrift und ist mit μυρμηκιον betitelt („ameisenartiges Tier“), das Bild könnte aber auch ein anderes ameisenähnliches Tier zeigen, etwa eine ameisenähnliche Springspinne der Gattung Myrmarachne oder eine Ameisenwespe. Eine erste wissenschaftlich fundierte Beschreibung des Ameisenlöwen findet sich in De Animalibus von Albertus Magnus. Er stellt fest, dass der Ameisenlöwe im Körperbau eher einer Milbe als einer Ameise ähnelt und beschreibt seine Beutefangmethode. Die erste eindeutig identifizierbare Zeichnung eines Ameisenlöwen wurde um 1460 angefertigt.
Erst mit dem Aufkommen der modernen Naturwissenschaften wurde im 18. Jahrhundert der Kenntnisstand um den Ameisenlöwen wieder wesentlich erweitert. Vor allem die Werke von Réaumur (1742) und Rösel von Rosenhof (1755) befassten sich eingehend mit dieser Tiergruppe. Beide Forscher gründeten ihre Arbeit auf intensive Beobachtungen und versahen ihre Werke mit hervorragenden Abbildungen. Réaumur erwähnte als Erster auch die nicht-trichterbauenden Ameisenlöwen. Linné, dessen Systema naturae ebenfalls in dieser Zeit erschien, markiert schließlich den Beginn der systematischen neuzeitlichen Naturforschung.

### Das Ameisenlöwen-Motiv in Film und Computer-Spiel
Die Vorstellung eines in unwirtlicher Umgebung im Sand verborgenen Lauerjägers hat nicht nur in der Antike die Phantasie der Menschen angeregt. In heutiger Zeit sind es Film-Monster, deren Entstehung gelegentlich durch Ameisenlöwen inspiriert wurde und die, wie im Mythos von den Goldameisen, eine tödliche Gefahr für Menschen sind. Ein bekanntes Beispiel ist der Sarlacc in Star Wars: Episode VI – Die Rückkehr der Jedi-Ritter, ein uraltes menschenfressendes Monster, das in einem Trichter eingegraben in der Wüste lebt und nach außen nur sein zahn- und tentakelbewehrtes Maul zeigt. Ein anderes fangtrichterbauendes Monster tritt in Enemy Mine auf. Dieses ergreift seine Beute allerdings mit der langen, tentakelartigen Zunge, die unverdaulichen Reste der Mahlzeit wirft es dagegen ganz nach Ameisenlöwenart im hohen Bogen aus der Grube. Die menschenfressenden Riesenwürmer in der Horrorkomödie Tremors sollen ebenfalls durch Ameisenlöwen inspiriert sein.
In dem Videospiel Grounded gibt es in der Gegend „Sandkasten“ Ameisenlöwen. Aus diesen kann man Rüstung und eine starke Waffe bauen.
In der Folge „Biene Maja bei den Ameisen“ der Anime-Fernsehserie Biene Maja aus den 1970er Jahren wird eine Ameise von Biene Maja in letzter Minute aus dem Fangtrichter eines Ameisenlöwen befreit. Im Animefilm Space Adventure Cobra sowie im Videospiel dazu gibt es in der nördlichen Wüste das „Nest des Ameisenlöwen“. Dahinter steckt Crazy Joe, der durch einen Sandtrichter Fahrzeuge und Lebewesen dort hinunter zieht. Erstere verkauft er weiter und benutzt er als Ersatzteilquelle, Letztere landen auf seinem Speiseplan. Im Computer-Spiel Half-Life 2 zählt zu den feindlichen Charakteren der Ameisenlöwe (Antlion) ein starker und schneller Gegner, der unterirdisch in sandigen Gegenden lebt. Im Spiel tritt auch eine größere und stärkere Version – der „Antlion Guard“ – auf, gewissermaßen eine Ameisenlöwen-Königin.
Auch in der Rollenspielserie Final Fantasy tritt der Ameisenlöwe in einigen Teilen als Gegner auf. Sein Aussehen entspricht zwar weitgehend dem realen Vorbild, allerdings ist die Körpergröße um ein Vielfaches größer, sodass auch Menschen verschlungen werden können. Beispielhafte Auftritte wären zum Beispiel im fünften Teil der Serie, in der einer der spielbaren Charaktere noch entwarnt, dass man vor Ameisenlöwen keine Angst haben bräuchte, kurze Zeit später aber einem solchen zum Opfer fällt, oder auch der neunte Teil, in dem der Ameisenlöwe als Zwischengegner auftritt. In der Spieleserie Pokémon haben sich die Entwickler für das Pokèmon Nummer 328 „Knacklion“ an Ameisenlöwen orientiert.
Luis Buñuel hat in seiner Defoe-Verfilmung Las Aventuras de Robinson Crusoe (1954) dem Ameisenlöwen einen wenn auch kurzen, so doch besonderen Auftritt verschafft. Im Zustand der einsamen Regression, nach Verlust jeglicher Gesprächspartner (wie z. B. seinem Hund), sieht man Robinson, wie er mit Ameisenlöwen spricht, sie mit großem Vergnügen und außerordentlicher Befriedigung mit einer Ameise füttert, um sich dann von ihnen freundschaftlich zu verabschieden. Kurze Zeit später findet dieses Idyll dann durch die Entdeckung eines Fußabdrucks im Sand ihr jähes Ende.
In einigen Teilen der Spielreihe The Legend of Zelda (z. B. Link’s Awakening) tauchen verschiedene Gegner auf, die in Löchern lauern und versuchen, den Charakter mit großen Greifern am Kopf zu packen. In manchen Fällen ist die unmittelbare Umgebung auch wie ein sandiger Trichter gestaltet.
In dem frühen Rollenspiel Phantasy Star gibt es Monster, die Ant lion heißen. Ihre Fangtrichter sind bereits bei der Draufsicht auf die Karte erkennbar. Das von ihnen besetzte Gebiet kann nicht zu Fuß durchquert werden.

### Der Ameisenlöwe in der Literatur
Gelegentlich wird auch in der erzählenden Literatur der Ameisenlöwe als einerseits raffinierter, andererseits hinterhältiger Jäger erwähnt, meist in Naturschilderungen wie etwa in Wilhelm von Kügelgens Jugenderinnerungen eines alten Mannes (1870), in denen der Autor Kindheitserinnerungen in der Umgebung Dresdens erzählt:
Auch Wanderungen wurden angetreten, die zum Teil sehr lieblichen Seitentäler des Bergzuges zu durchforschen oder auf den Höhen im Tannenwalde Pilze zu suchen, die dort in großen Nestern wuchsen und in der Küche stets willkommen waren. Bei Gelegenheit solcher Pilzjagd, die den Blick zur Erde zog, entdeckte ich ein eigentümliches Insekt, das ich anderwärts nie wieder angetroffen habe, den sogenannten Ameisenlöwen. Das sandgraue Tierchen ist von der Größe einer Buschwanze und bildet, indem es sich in den lockeren Sand wühlt, einen kleinen, sehr regelmäßigen, etwa zolltiefen Trichter, in dessen Tiefe es, unter Sand verborgen, unsichtbar lauert. Sobald sich nun eine Ameise am Rande des Trichters zeigt, so spritzt das Untier Sand auf, der den kleinen Wanderer ziemlich sicher hinab in die Tiefe reißt. Vergebens sucht er sich wieder herauszuarbeiten, neue Kartätschen erreichen ihn unausbleiblich, und immer rollt er wieder hinab in den Schlund, bis es dem Räuber gelingt, ihn mit seinen gespenstischen Fangarmen zu fassen und zu sich in die Unterwelt zu ziehen.
Ein weiteres Beispiel für den Ameisenlöwen in der Literatur ist ein alter Kinderroman von Rudolf Schlemüller, Emsenvolk auf großer Fahrt. Es geht um ein Ameisenvolk, das durch den Tod der Königin vom Aussterben bedroht ist. Eine Gruppe von unerschrockenen Ameisen macht sich auf die Suche nach einer neuen Königin. Dabei erleben sie viele gefährliche Abenteuer, unter anderem die Begegnung mit einem Ameisenlöwen namens Suckelborst.

### Sonstiges
Die brandenburgische Stadt Storkow erkor den Ameisenlöwen zum Maskottchen der Binnendüne Waltersberge, deren Kerngebiet als Naturschutz- und FFH-Gebiet im Natura-2000-Verbund ausgewiesen ist.
Die bisher größte weltweit bekannte Population der Dünen-Ameisenjungfer (Myrmeleon bore) wurde im Jahr 2020 von Biologiestudierenden der Technischen Universität Dresden in der Dresdner Heide entdeckt.